# Roch Kereszty
Rochus András Kereszty OCist (* 6. Februar 1933 in Budapest; † 14. Dezember 2022 in Dallas) war ein ungarisch-amerikanischer Mönch und Theologe.

## Leben
Er wurde am 6. Februar 1933 in Budapest geboren. Seine Mutter war Gymnasiallehrerin, sein Vater ein dekorierter Veteran. Sie waren nicht praktizierende Katholiken.
Er besuchte ein von Zisterzienserpatres geleitetes Gymnasium und trat bald nach der Matura in das Noviziat der Abtei Zirc ein. Die Abtei war zu der Zeit vom kommunistischen Regime unterdrückt, so dass der Noviziatsunterricht im Geheimen und unter großer Gefahr stattfinden musste. Kurz nach dem Ungarnaufstand von 1956 floh er nach Rom, wo er seine Studien fortsetzte. Als Flüchtling in Österreich legte er am 18. September 1960 vor dem Abt des Stiftes Lilienfeld die feierlichen Gelübde für Zirc ab. Zwei Wochen später, am 2. Oktober 1960, wurde er vom Bischof von St. Pölten in dessen Privatkapelle zum Priester geweiht.
P. Rochus kehrte zunächst nach Rom zurück, um am Päpstlichen Athenäum St. Anselm in Theologie zu promovieren, und zog dann 1963 in das neue Kloster, das ungarische Zisterzienser in einem Vorort von Dallas, Texas, gegründet hatten. Dort diente er als Novizenmeister und Professor an der Universität von Dallas. Obwohl er bald darauf von seinem Abt von der Universität abberufen und als Lehrer an der Klosterschule eingesetzt wurde, kehrte er später an die Universität zurück und diente dort jahrzehntelang als Professor. Mehrere Semester lang war er Universitätsseelsorger. Zusätzlich zu seiner akademischen Arbeit war er während seines gesamten Priesterlebens ein gefragter Seelsorger und Beichtvater, sei es für Laien, sei es für Priester.
Kereszty starb am 14. Dezember 2022 im Alter von 89 Jahren in Dallas.

## Monographien (Auswahl)
- Die Weisheit in der mystischen Erfahrung beim hl. Bernhard von Clairvaux. Dissertation, Westmalle 1963.
- God seekers for a new age; from crisis theology to Christian atheism, (Hg.). Pflaum Press, Dayton, Ohio 1970.
- Jesus Christ: Fundamentals of Christology. Alba House, New York 1997.
- Rediscovering the Eucharist: Ecumenical considerations. Paulist Press, New York 2003.
- Wedding feast of the Lamb: eucharistic theology from a historical, biblical, and systematic perspective. HillenbrandBooks, Chicago 2004.
- Christianity among other religions: apologetics in a contemporary context (hg. von Andrew C. Gregg). St. Pauls, Staten Island, N.Y. 2006.
- Jesus Christ: fundamentals of christology. St. Pauls Publications, 2018, Revised and pupdated third edition.
- The Church of God in Jesus Christ: a Catholic ecclesiology. The Catholic University of America Press, Washington, D.C 2019.
- Rekindle the Gift of God. A Handbook for Priestly Life. Ignatius Press, San Francisco 2021.

## Aufsätze
Kereszty veröffentlichte von 1974 bis 2021 in der Zeitschrift Communio. In den Jahren 1983–2021 veröffentlichte er in dieser Zeitschrift insgesamt 36 Aufsätze zu den Themen Ekklesiologie, Christologie, Bernhard von Clairvaux, über jüdisch-katholische Beziehungen und aktuelle Kontroversen in der katholischen Theologie. Er veröffentlichte auch häufig in den Analecta Cisterciensia und rezensierte Bücher im Periodikum The Thomist.